# Кістяна каплиця
«Кістяна́ капли́ця» (порт. Capela dos Ossos) — каплиця, розташована біля церкви святого Франциска у місті Еворі, Португалія; пам'ятка  XVI століття є однією з найвідоміших у країні і найвідвідуваніших туристами. Дістала свою назву через внутрішнє оздоблення: стіни культової споруди вкриті людськими черепами й кістками.

## Опис
«Кістяна каплиця» була збудована у XVI столітті францисканським монахом, який в дусі Контрреформації того часу, волів підштовхнути своїх братів у вірі до рефлексії й донести думку про те, що земне життя — минуще й тимчасове. Це унаочнюється у знаменитому написі біля входу до каплиці: «Nós ossos que aqui estamos pelos vossos esperamos» (з порт. «Ми, кістки, що перебуваємо тут, чекаємо на вас»).
Похмура каплиця складається з трьох частин завдовжки 18,7 метра і 11 метрів завширшки. Світло проникає через три невеликих отвори зліва. Стіни і вісім стовпів культової споруди оформлені ретельно впорядкованими «візерунками» з кісток і черепів, скріплених цементом. Стелю зроблено з білої цегли й розписано фресками на тему смерті. 
Загальна кількість скелетів монахів сягає близько 5 тисяч — виходячи з кількості кладовищ, розташованих біля церков у окрузі. Деякі з цих черепів наразі (2020-ті) мають на поверхні графіті. 
Два висохлі трупи, один з яких дитячий, раніше звисали з ланцюгів, але згодом їх розмістили у скляних скринях на подушках.
На стелі каплиці викарбувано фразу: «Melior est die mortis die nativitatis» (лат. «Кращим є день смерті, ніж день народження»).

## Галерея

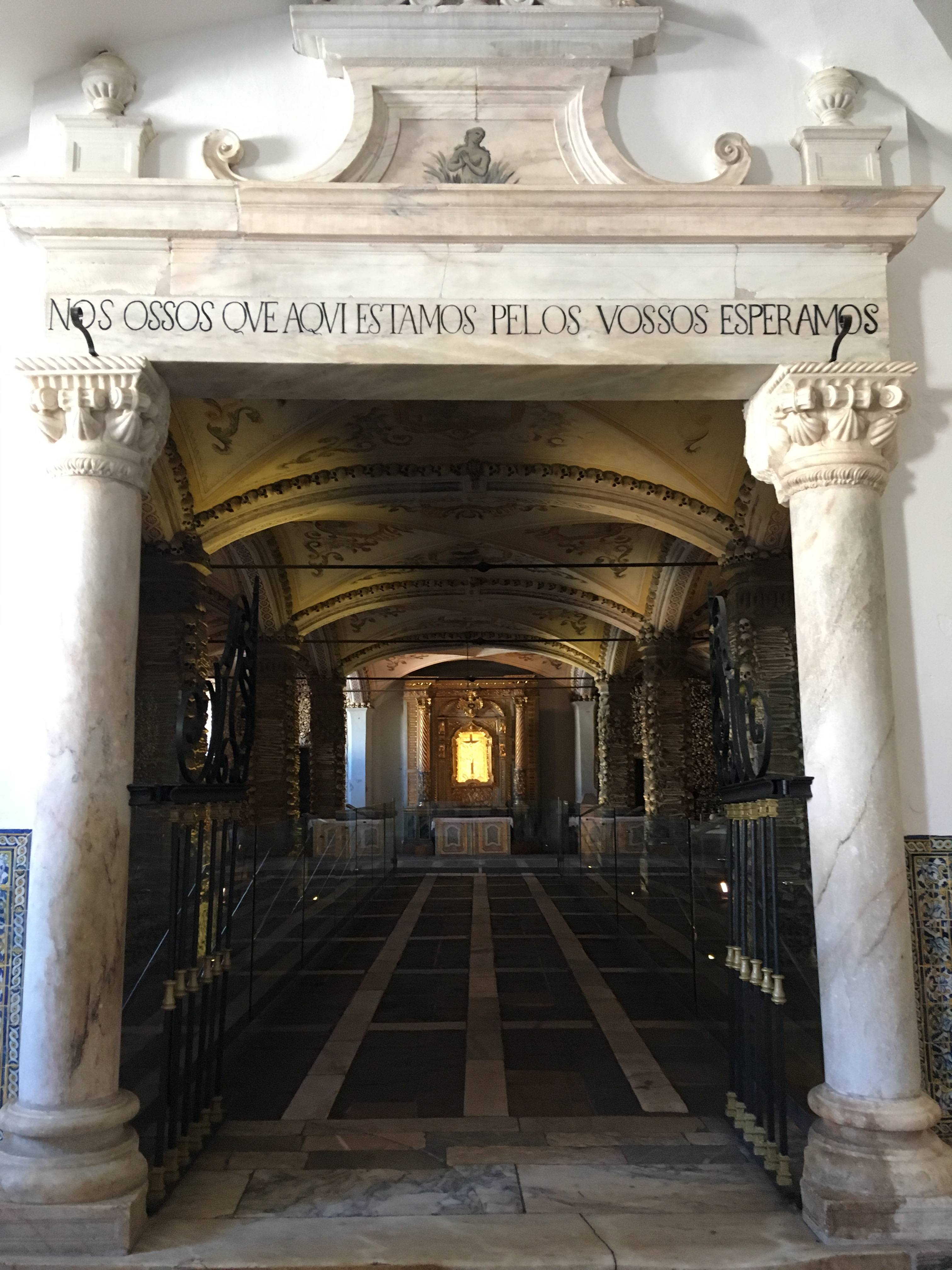
Вхід до каплиці
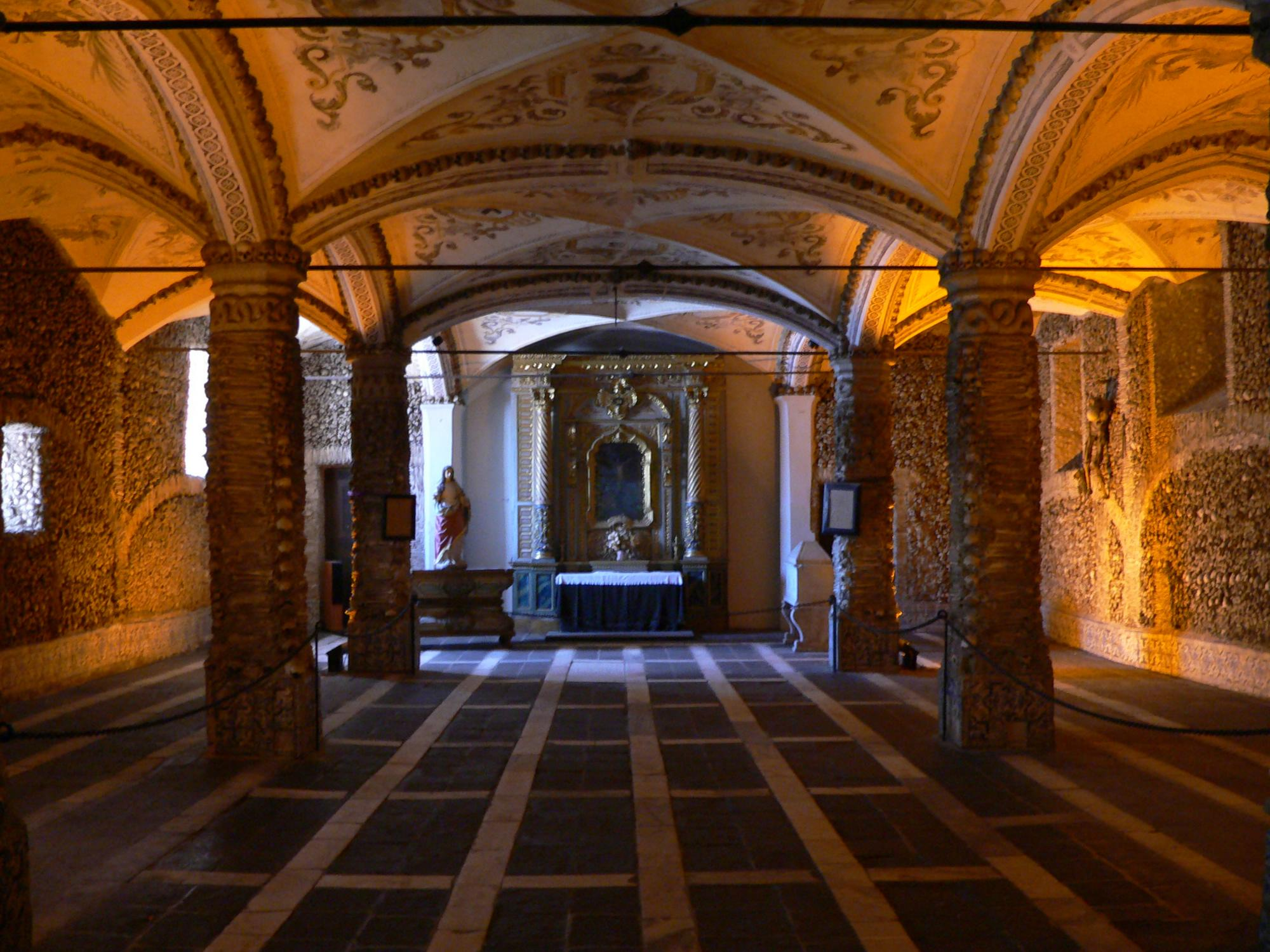
Інтер'єр каплиці
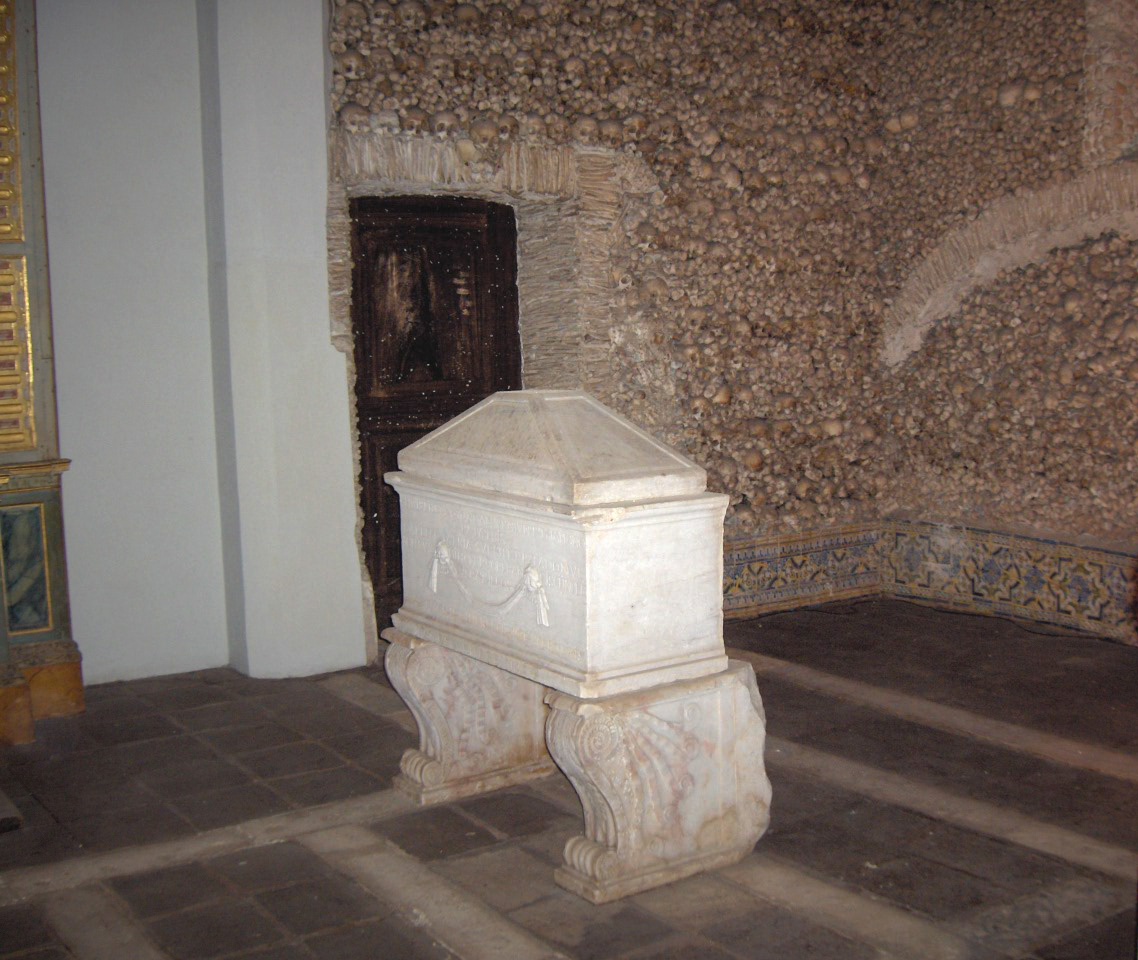
Осуарій
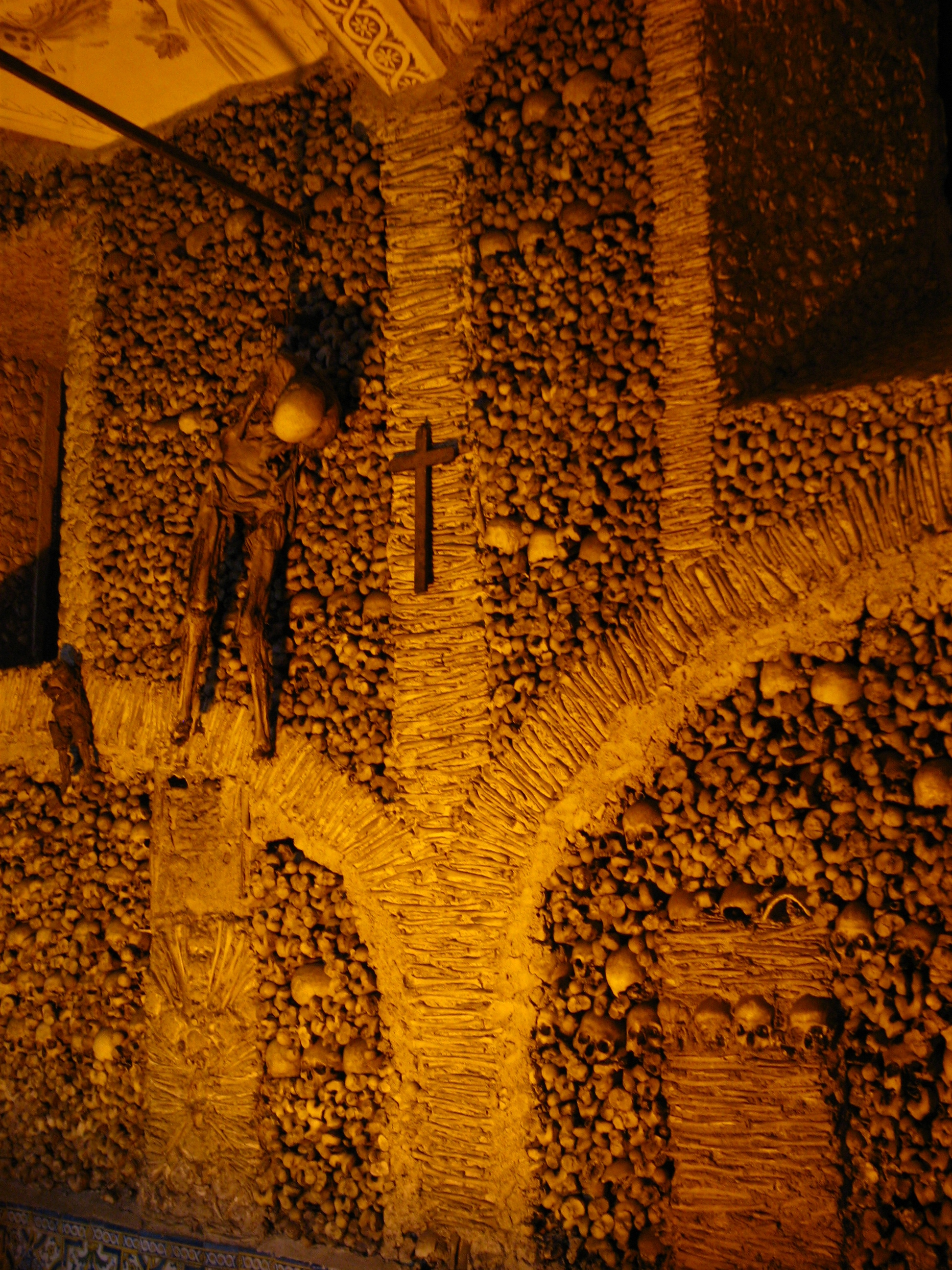
Фрагмент стіни каплиці